# Bergen (Losheim am See)
Bergen ist ein Ortsteil der Gemeinde Losheim am See im Landkreis Merzig-Wadern (Saarland). 2003 feierte der Ort seinen 700. Geburtstag.

## Geographie und Landschaft
Bergen liegt an der Südseite der Ausläufer des Schwarzwälder Hochwaldes. Es ist im Norden von Nadel- und Mischwäldern eingefasst, in den anderen Richtungen grenzen Agrarflächen an das Dorf. Am nordwestlichen Ortsrand fließt der Rotenbach, der zugleich die Landesgrenze zu Rheinland-Pfalz bildet. Der Rotenbach speist auch einen Löschwasserteich, der trotz seiner relativ niedrigen Wassertemperatur (fast keine direkte Sonneneinstrahlung und Speisung durch kalten Waldbach) im Sommer als „Badesee“ genutzt wird.

## Geschichte
Seit seiner Entstehung um das Jahr 1000 n. Chr. stand Bergen in engster Verbindung zur Benediktiner Abtei Mettlach. Es ist anzunehmen, dass der Ort als Fronhof zur Versorgung des Klosters auf Initiative der Mönche hin gegründet wurde.
Urkundlich erstmals erwähnt wurde Bergen im Losheimer Weistum vom 7. Januar 1303. Bis zur Auflösung des Klosters Mettlach durch die französischen Revolutionstruppen im Jahre 1794 blieb Bergen im Besitz der Abtei. Politisch gehörte Bergen während dieser Zeit zur Pflege Losheim, im Amt Saarburg (ab 1778 im Amt Merzig), das wiederum zum Kurfürstentum Trier gehörte. Ab 1798 gehörte Bergen während der gesamten französischen Herrschaft zur Mairie Losheim im Kanton Merzig der dem Arrondissement Saarbrücken im Saardepartement zugeordnet war.
Nach einem kurzen österreichisch-bayrischen Intermezzo folgte ab 1816 die preußische Zeit. Bergen gehörte nun zur Bürgermeisterei Losheim im Kreis Merzig, Regierungsbezirk Trier, Rheinprovinz, im Königreich Preußen. Von 1919 bis 1946 gehörte Bergen als Teil der Amtsgemeinde Losheim zum Restkreis Wadern, ab 1. Oktober 1946 bis heute zum Landkreis Merzig-Wadern.
Am 1. Januar 1974 wurde die bis dahin eigenständige Gemeinde Bergen in die Gemeinde Losheim eingegliedert.

## Ortsbild

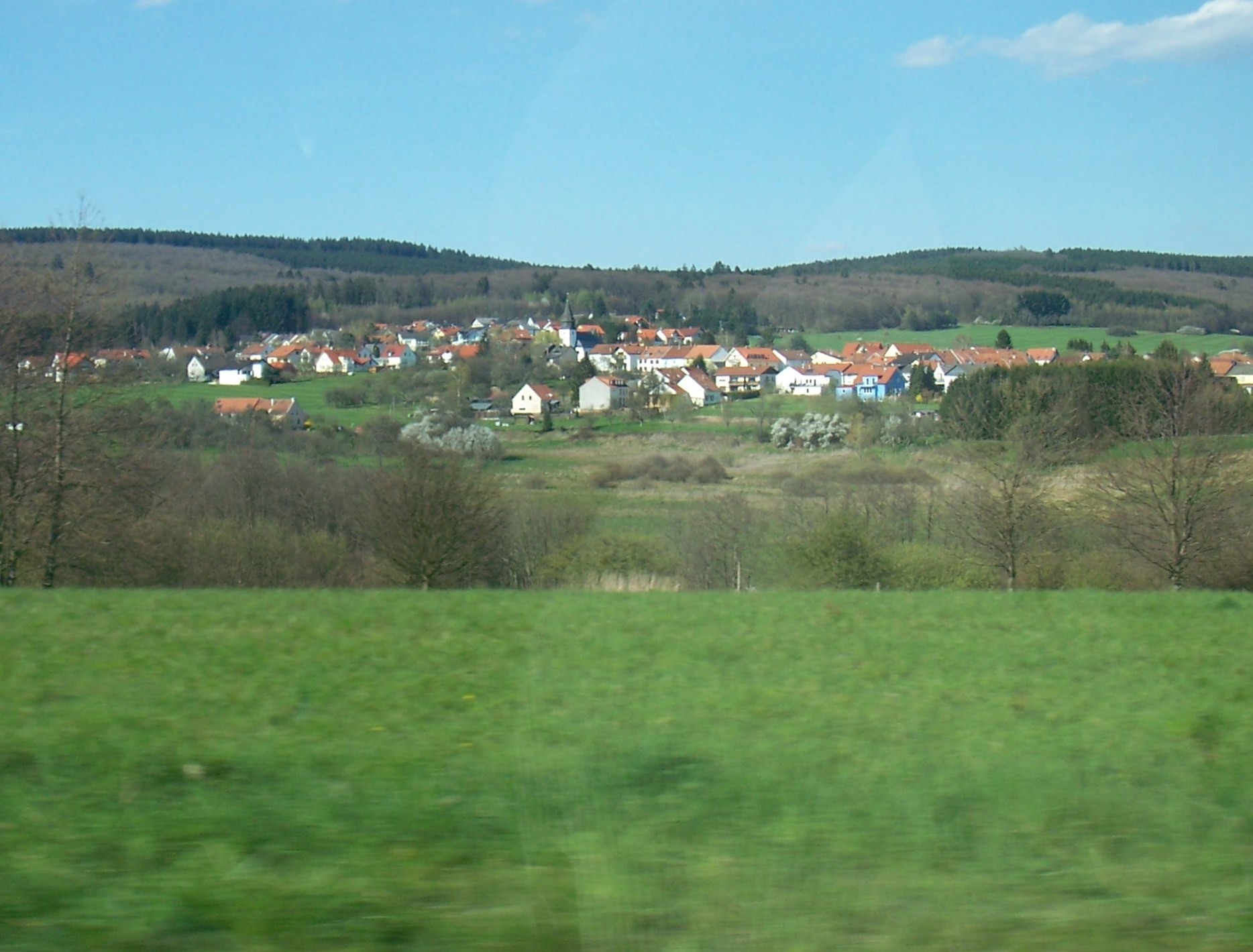
Bergen von der im Süden entlanglaufenden B 268 aus gesehen.

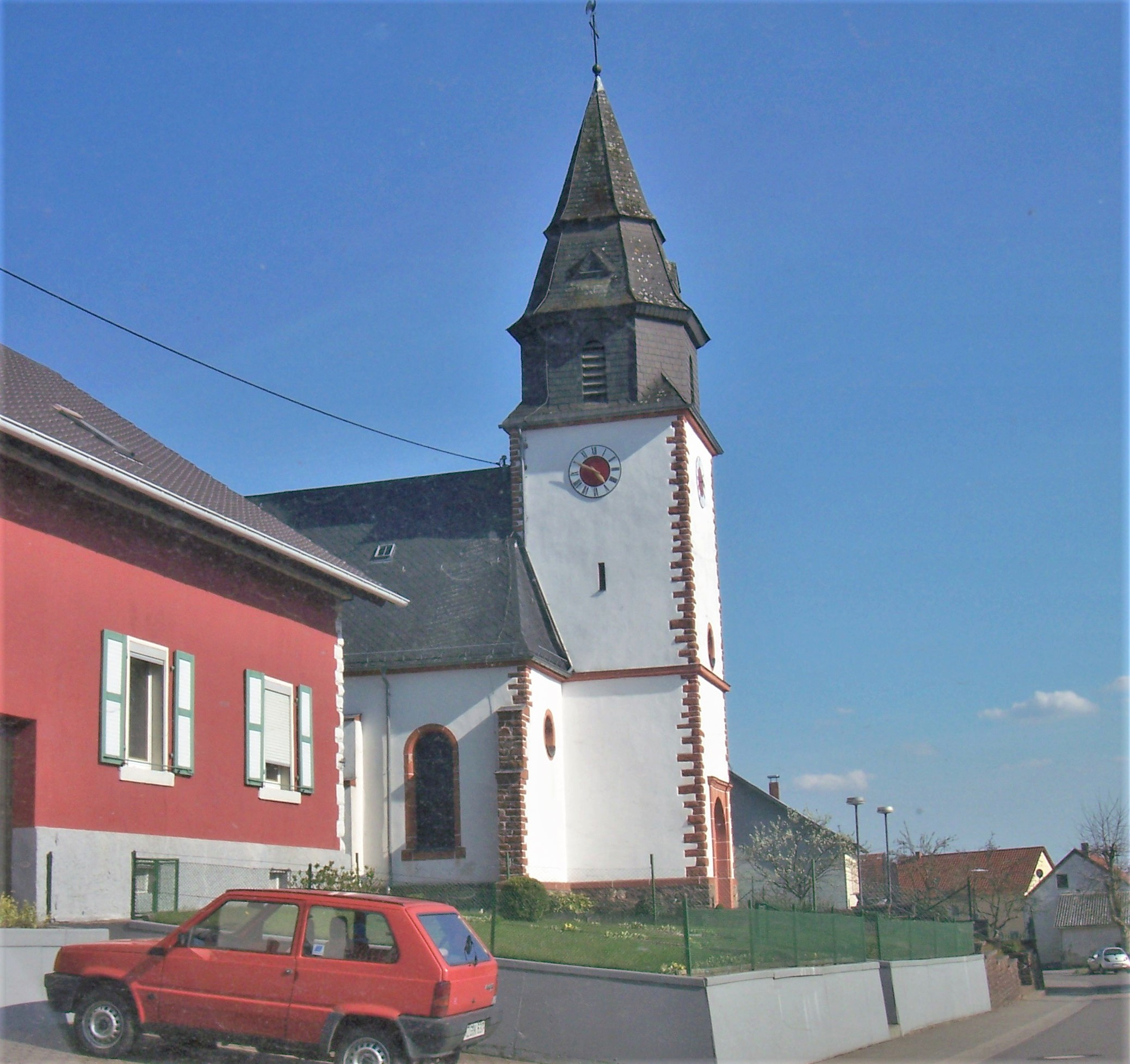
Die Herz-Jesu Kirche in Bergen.

Bergen war mehrfach Teilnehmer am Wettbewerb Unser Dorf soll schöner werden. Dabei konnte es zweimal einen zweiten Platz belegen. Der Ort gliedert sich in einen relativ alten Ortskern (auch Unterdorf genannt) und ein neues Wohngebiet (Oberdorf), das seit der Nachkriegszeit stetig wächst. Den Kern des Unterdorfs bildet der Dorfplatz, der direkt an der Landesstraße 373 gelegen ist. Hier wird alljährlich im Mai der Maibaum aufgestellt.
An diesem Dorfplatz findet alljährlich zu Maria Himmelfahrt das sog. traditionelle „Altstadtfeschd“ statt. Das Gasthaus Weins ist Dreh- und Angelpunkt des sogenannten „Bergener“ Wanderpremiumstrecke. Die Wanderstrecke wurde als einer der schönsten und abwechslungsreichsten Wanderstrecken (ca. 10 km) prämiert und erschließt für den Wanderer herrliche Aussichten und wunderschöne Naturdenkmäler.
Bis 2003 befand sich ein Springbrunnen aus Betonblöcken auf dem Dorfplatz. Dieser war jedoch sanierungsbedürftig und musste aus Kostengründen abgerissen werden.
Im Oberdorf bildet das Bürgerhaus mit seinem Vorplatz den Kern. Daran grenzt ein Spielplatz für Kinder. Kindergarten und Feuerwehrhaus sind ebenfalls in diesem Gebäude untergebracht.

## Politik
Ortsvorsteher ist Markus Steuer (CDU).
Ortsrat: (Wahl 2019): CDU – 7 Sitze

## Vereine
In Bergen gibt es derzeit einen Angelsportverein (ASV Bergen), einen Gesangverein (MGV „Almenrausch“ Bergen), einen Freizeitverein (Gemütlichkeitsverein Bergen) und die Freiwillige Feuerwehr.